# Opatów
Pour l’article homonyme, voir Opatów (Grande-Pologne).
Opatów est une ville polonaise, dans une région de forêts et de lacs. Au XIIe siècle, elle fut la résidence du gouverneur régional (le Castellan) et de l'évêque catholique. En 1237, il lui fut accordé des privilèges qui régularisèrent le statut de ses habitants et en 1361 elle reçut le statut de ville avec de larges privilèges. En 1514, la propriété fut transférée à un noble, Krzysztof Szydłowiecki (en), qui restaura la ville, l'entoura d'une muraille, construisit un château et des bâtiments pour l'administration locale et améliora l'approvisionnement en eau des habitants. Opatów avait deux foires annuelles et deux jours de marché par semaine.

## La vie juive à partir duXVIIesiècleà Opatów
Il semble que c'est au XVIe siècle que des Juifs ont commencé à s'établir à Opatów, mais ce n'est que dans les années 1630 que l'on trouve une mention écrite de la « rue des Juifs » (ou de la « ville des Juifs »), qui allait de la partie nord de la muraille de la ville à la place du Marché. La « ville juive » était en réalité partiellement autonome, et ce sont les Juifs eux-mêmes qui étaient responsables de sa défense. Avec l'accroissement de l'immigration de Juifs d'Allemagne en Pologne, la communauté s'accrut à Opatów, malgré les récriminations de la population locale, qui craignait que les Juifs en vinssent à contrôler le commerce et l'artisanat. Ils présentèrent une requête au roi pour qu'il imposât une limite au commerce et à l'artisanat pratiqués par les Juifs, surtout pour les métiers de tisserands, de traiteurs et de fourreurs. Le roi fit droit à leur requête et interdit aux Juifs d'exercer ces métiers. Les résidents locaux se plaignaient également que les Juifs ne respectassent pas leurs obligations en tant que résidents. Aussi la ville leur fit-elle de nombreuses difficultés lorsqu'ils tentèrent d'acheter des terrains pour un cimetière et quand ils voulurent construire des résidences privées sur leur rue. Cependant, après quelques années, les limitations à l'acquisition de terres furent révoquées, et de leur côté, les Juifs acceptèrent de couvrir une partie des dépenses de la ville. En 1658, le roi Jean II Casimir Vasa renouvela pour les Juifs, et sans restriction, le droit d'acheter des terres et de commercer à Opatów. 
Le développement de la communauté juive à Opatów prit fin avec la guerre de Trente Ans au milieu du XVIIe siècle. La « rue des Juifs » fut incendiée, et les soldats pillèrent ce que le feu n'avait pas détruit. En 1656, Opatów fut libérée par les soldats de l'hetman polonais Stefan Czarniecki. Après la fin des combats, le roi de Pologne Jean II Casimir Vasa vint en aide à la communauté juive. Dans une ordonnance de 1657, il l'autorisa à construire de nouvelles maisons pour remplacer celles que le feu avait détruites, de faire du commerce et d'exploiter des boucheries et des magasins dans la ville. Les rois qui suivirent confirmèrent ces droits. 
Toutefois, avant même que les Juifs eussent pu reconstruire, d'autres calamités survinrent. En 1680, un incendie détruisit la plus grande partie de la « rue des Juifs » et une épidémie de peste qui suivit coûta la vie à de nombreuses personnes. En 1685, une accusation de meurtre rituel circula, menaçant tous les Juifs de la région. Dans un village près d'Opatów, un bébé non juif de un an mourut, et la rumeur circula que les Juifs l'avaient tué. Le gouverneur du district, qui était l'un de ceux qui faisaient courir la rumeur, ordonna l'arrestation de l'aubergiste juif du village. Les Juifs furent alors été obligés de verser au gouverneur une amende de 2400 złotys, payable sur une période de trois ans. Cette amende fut par la suite transformée en redevance obligatoire permanente. 

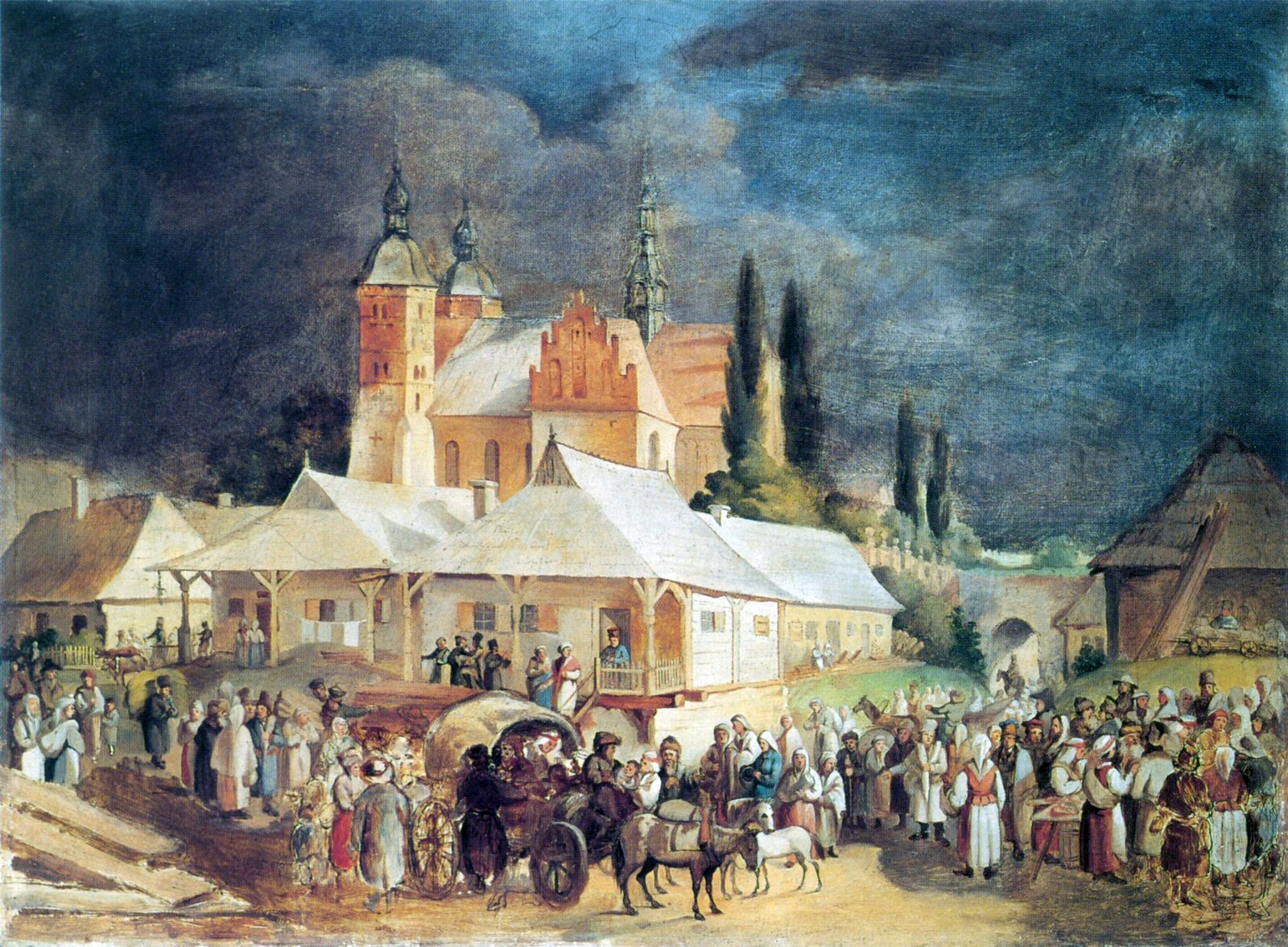
La foire d'Opatów, 1845

Au XVIIIe siècle, et surtout pendant le temps où la Pologne se vit annexée à l'Autriche (1793-1807) et que les restrictions d'habiter en dehors des limites de la « rue des Juifs » furent abrogées, la population juive augmenta considérablement. Son activité économique s'élargit à des domaines nouveaux et importants. Outre le commerce de détail, ils s'occupèrent désormais sur une vaste échelle de grains, de bois de construction, d'œufs, de bétail et de produits agricoles. Certains Juifs contrôlaient la commercialisation des récoltes locales sur l'ensemble de la zone. Certains louaient même des propriétés et les exploitaient pour leur propre compte. La fin du XIXe siècle vit les Juifs jouer un rôle actif dans l'industrialisation de la ville. Dans les années 1890, ils ouvrirent deux tanneries et une usine de sucre, et, au début du XXe siècle, une usine de colorants pour les tisserands à domicile de la zone. Tous ces progrès n'empêchaient pas que, pour les Juifs, la principale ressource durant cette période était le petit commerce et l'artisanat.

## Situation juridique des Juifs à Opatów
Au cours des XVIe et XVIIe siècles, la communauté d'Opatów était membre de la Grande-Pologne au sein du Conseil des Quatre Pays. Les délégués d'Opatów participaient aux réunions du Conseil. Certains d'entre eux étaient au nombre des experts, habilités par le Conseil à évaluer les obligations fiscales de chaque communauté prise à part. 
De 1666 jusqu'au début du XXe siècle, les Juifs d'Opatów ont tenu un registre de leur communauté (le Pinkas), où figuraient tous les règlements promulgués par leurs dirigeants. Aujourd'hui, le Pinkas reste une source inestimable d'informations pour ceux qui étudient l'histoire de la communauté. Une copie du Pinkas se trouvait dans les archives de la synagogue centrale de Varsovie, mais a disparu pendant la Shoah. Le Pinkas permet de voir l'indépendance dont jouissaient certaines des sociétés (hevroth) par rapport à la communauté officielle et la dépendance des artisans juifs (tailleurs et fourreurs) par rapport aux guildes chrétiennes. C'est ainsi que les artisans juifs étaient tenus de payer les frais d'adhésion aux guildes, mais celles-ci, était-il précisé, n'étaient pas obligées de leur venir en aide. À la tête des organisations juives siégeait un comité de dix hommes : 3 gabbaïm (contrôleurs), 2 administrateurs et 5 comptables. La liste des dépenses dans le Pinkas fait bien voir la relation des dirigeants de la communauté à la noblesse et aux fonctionnaires gouvernementaux ; on trouve dans cette liste les frais de déplacement des dirigeants à Varsovie et leurs essais de discussion avec les autorités supérieures. Parmi les dépenses ordinaires figurent les paiements pour les chantres et chanteurs, pour la plupart des chanteurs itinérants venus à Opatów à l'occasion d'un Shabbat ou d'un jour de fête pour les services religieux ; pour les prédicateurs venus en visite (mais la communauté avait un prédicateur attitré) ; aide pour les réfugiés pauvres, pour ceux qui partaient pour Eretz Israël, fonds pour le rachat des prisonniers, soutien aux collecteurs d'aumône itinérants et bien d'autres dépenses du même genre.

## Institutions juives à Opatów

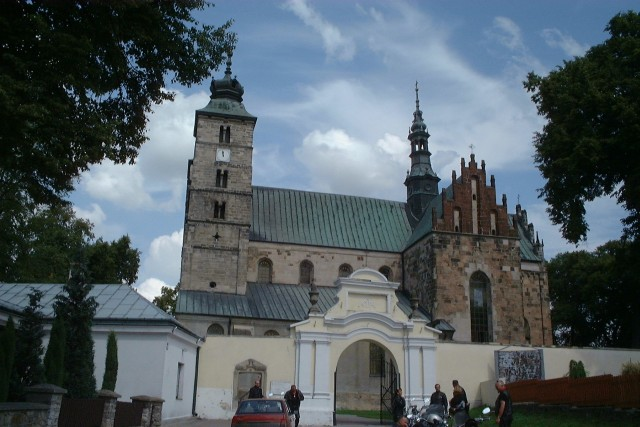
Église Saint Martin

C'est au cours du XVIe siècle qu'a été construite la première synagogue d'Opatów et que le cimetière a été consacré. Par la suite, ont été fondées un certain nombre de sociétés de bienfaisance - pour les visites aux malades, le logement des pauvres, les dots pour les mariages et l'accueil des voyageurs. Au XIXe siècle et au début du XXe siècle, il existait une école Talmud Torah financée par la communauté, et où étudiaient la plupart des enfants juifs. 

## Les dirigeants religieux juifs d'Opatów
Parmi les rabbins qui ont exercé à Opatów les plus éminents ont été les suivants : R. Moshé M”t [Matt] (Mt est un acronyme pour Marbitz Torah - le maître de la Torah) qui mourut en 1606 ; R. Ya'akov ben R. Elyakim Halpern, décédé en 1645, qui vécut à Lwów à la fin de sa vie, R. Eliezer Ashkenazi, connu sous le nom de « Ish Zvi », auteur du volume Damessek Eliezer, qui s'installa en Eretz Israël en 1651. On cite également R. Shmuel ben Eliezer, R. Avigdor Kra – décédé en 1645 ; R. Yitzhak ben R. Zev Wolf, qui, à cause de son savoir et de sa pénétration, était connu sous le nom de «R. Itzik Spitzkop [la grosse tête] » de 1668 à 1674, et qui partit pour Cracovie où il mourut en 1682 ; R. Shmuel Ben R. Heschel, décédé en 1707, rabbin du district de Cracovie. En 1701, il partit pour Cracovie y exercer comme rabbin, mais continua à occuper son poste à Opatów jusqu'en 1705, année où il s'installa à Breslau. R. Meïr ben R. Binyamin Wolf Halpern, qui vint de Chełm à Opatów. En 1718, il représenta Opatów au Conseil des Quatre Pays (Va'ad Arba' Aratzot), décédé en 1723. Pendant sa vie, R. Hirsch Tzvi Ashkénazi, le Haham Tzvi, habitait à Opatów ; R. Yitzhak Segal Landa, natif d'Opatów, exerça comme rabbin à partir de 1719, décédé en 1767 ; R. Moshe Aharon Ya'akov de Cracovie, à partir de 1730, ses approbations venant d'Opatów datent de 1732 ; R. Shaul ben R. Simha Halevi à partir de 1768, R. Hanania Lipa Meizlis, à partir de 1772, décédé en 1816 ; R. Arieh Leibush Harif, à partir d'environ 1790. 
C'est à Opatów que naquit le prédicateur Maggid de Kozhnitz, l'un des quatre fondateurs du hassidisme en Pologne. Vers la fin du XVIIIe siècle, l'Admor [titre acronyme utilisé pour un chef de groupe hassidique – « notre maître, notre instructeur, notre rabbin »] Rabbi Moshe Leib de Sasov s'installa à Opatów où il créa un centre hassidique, l'un des plus importants de Pologne. De nombreux hassids affluaient à son tribunal et certains d'entre eux s'installèrent définitivement à Opatów pour être auprès de leur rabbin, si bien que la communauté ne cessait d'augmenter. 
La présence des hassids accrut dans la ville le besoin en biens et en services. De nombreux Juifs alors gagnaient leur vie en offrant le gîte et le couvert aux foules de hassids qui visitaient l'Admor en semaine, mais surtout à l'occasion du shabbat et des jours de fête. Les visiteurs achetaient aussi des marchandises en ville et, de temps en temps, avaient besoin des services des artisans locaux. 
Prit également domicile à Opatów le maître hassidique (Admor) R. Aharon Hacohen, auteur de Keter Shem Tov (Le Maître du Bon Nom) concernant Baal Shem Tov (le Besht), imprimé en 1795. Le plus célèbre des dirigeants hassidique qui a vécu un moment à Opatów était R. Ya'akov Yitzchok, « Le juif saint de Przhysha », [décédé en 1813]. Au début du XIXe siècle, le rabbin Avrohom Yehoshua Heshl, le « Apter Rov », exerça comme Admor et rabbin de la ville. L'auteur de Oheiv Yisrael (L'amant d'Israël), ainsi que « le Juif Saint», étaient des disciples de R. Arieh Leibush [décédé en 1811, connu sous le nom de « Grand-Père (Zaida) de Spola »]. Après que ce dernier eut quitté Opatów, R. Meir Rotenberg (décédé en 1827), auteur d'Or Lashamayim (Lumière vers le Ciel), fut élu rabbin. Il était à la tête des maîtres hassidiques (Admorim) qui s'opposaient aux idées du « Juif Saint ». R. Shmuel Eibeszuc (décédé en 1884), auteur de Toras Shmuel (La Doctrine de Shmuel) qui était lui aussi un hassid, fut choisi comme rabbin d'Opatów. L'Admor d'Opatów fut pendant un temps le fils de R. Meïr, R. Pinhas Rotenberg (décédé en 1837). La dynastie d'Opatów continua avec son fils, R. Meïr ben R. Pinhas Rotenberg. 
À R. Pinhas R. Meïr ben succéda au rabbinat d'Opatów R. Ya'akov, le petit-fils de R. David de Lelov, lui aussi un maître hassidique ; son petit-fils, R. Arieh Leibush Lipshitz, qui alla s'installer en Israël et R. Tzvi Arieh en 1909. 
Pendant de nombreuses années, le chef du tribunal rabbinique fut R. Eliezer Yehoshua Epstein, qui s'installa par la suite à Rakov et à Chmielnik.

## Jumelages
- Modrý Kameň (Slovaquie)

## Source
- (en) Cet article est partiellement ou en totalité issu de l’article de Wikipédia en anglais intitulé « Opatów » (voir la liste des auteurs).